# 朱仙镇
朱仙鎮，位于河南省开封市祥符区西南，贾鲁河穿镇而过，古时，水路转淮河可远达扬州，自唐代至民国时期，该镇乃為水陸交通要地，岳飛大敗金兵於郾城，進軍至此。清時與景德、漢口、佛山並稱四大名镇。2007年，被评为十大『中国最美村镇』之一。

## 得名
朱仙镇始建于東周战国時期，因魏国人朱亥封仙而得名，《通鉴辑览》称：“朱亥旧里故名，魏信陵君‘窃符救赵’之名将朱亥之故里，以朱亥‘封仙’而得名。”

## 历史
- 南宋初年，抗金英雄岳飞曾率兵在此大败金人[2]。袁甫在《蒙斋集》赞道：“背嵬军马战无俦，压尽当年几列候，先辈有闻多散佚，后生谁识发潜幽。”
- 崇祯十五年（1642年），闖王李自成與明朝官兵力戰於此。在朱仙镇歼灭明朝的丁启睿、左良玉的军队20万人马，获大胜。

## 特产
- 朱仙鎮木版年畫：是中国四大木版年画之一，源于唐，兴于宋，明清时期达到鼎盛，如今被列为『国家非物质文化遗产』。
- 五香豆腐干：原名“五香茶干”。据传最初为战国时期的齐国名产，被齐宣王赐名，唐代时传入朱仙镇，后常作为贡品向唐朝皇帝进贡。明末以后，由朱仙镇王姓“玉棠号”继续制作，久盛不衰。[3]

## 旅游
- 朱仙镇岳飞庙：位于镇西北隅，修建于明成化十四年（1478年）。庙前院的正殿中供有『岳飞』和『部将』的塑像，后院大殿有『岳飞夫妇』的塑像，东西厢房里则是岳飞的儿子和儿媳的塑像。庙院里保存有岳飞亲笔书写的『送紫岩张先生北伐诗』和《满江红》词两座碑刻。
- 朱仙镇清真寺：明清时期，以『赛氏家族』（阿拉伯人的后裔）和被称作“马客”的陕西人为主的穆斯林商人来到这座商业重镇进行商品贸易，并在此修建了东寺、西寺、南寺、北寺、中心寺和两个女寺共7座清真寺。其中以北寺年代最久、规模最大、保存最好，它始建于明嘉靖十年（1531年），重修于清乾隆九年（1744年）。整个寺院占地9000多平方米，建筑雄伟壮观，其建筑风格和装饰在全国百大清真寺中均属罕见。
- 木版年画博物馆：于2010年3月开建，占地8000平方米，主体建筑面积3770平方米，建筑样式为明清四合院式。